# Танто
Танто (јап. 短刀, кратки мач) је самурајски нож, обично између 15 и 30 цм. За разлику од катане и вакизашија, намењен је за убадање, а не за сјецкање. Кад су се појавили, нису имали никакву вредност, али се у периоду камакура танто почео појављивати са уметничким мотивима. У периоду Мурамаши повећала се производња овог оружја. 
Танто нож су обично носили самураји. Жене су носиле танто, који се звао каикен, и који је служио са самоодбрану. Био је популарно оружје код нинџа и код јакуза. Данас се танто од дрвета или пластике користи у разним јапанским борилачким вештинама као што су: аикидо, џијуџицу али и у нинџуцу.